# MOA-2007-BLG-400L
MOA-2007-BLG-400L  è una stella localizzata a 20.000 anni luce dal Sole nella costellazione del Sagittario. Si presume attraverso la stima della sua massa di 0,35 M☉ che essa sia una nana rossa con una classe spettrale M3V.

## Sistema planetario
Nel settembre del 2008, è stato scoperto un pianeta extrasolare attorno a MOA-2007-BLG-400L con il metodo della microlente gravitazionale, grazie ad un evento verificatosi nel 2007.
Segue un prospetto del sistema.
| Pianeta | Massa        | Sem. maggiore  | Scoperta |
| ------- | ------------ | -------------- | -------- |
| b       | 0,9 ± 0,4 MJ | 0,85 ± 0,25 UA | 2008     |